# Desmogymnosiphon
Desmogymnosiphon es un género monotípico de plantas con flores perteneciente a la familia Burmanniaceae. Su única especie: Desmogymnosiphon chimeicus Guinea, Ensayo Geobot. Guin. Continent. Espan.: 264 (1946), es originaria de Guinea Ecuatorial.

## Taxonomía
Desmogymnosiphon chimeicus fue descrita por Emilio Guinea y publicado en An. Jard. Bot.Madrid, vi. II. 468 (1946)